# Geflecktes Riesengleithörnchen
Das Gefleckte Riesengleithörnchen (Petaurista elegans) ist ein Gleithörnchen aus der Unterfamilie der Baum- und Gleithörnchen (Sciurinae). Es gehört zur Gattung der Riesengleithörnchen (Petaurista) und lebt in Südostasien.

## Merkmale
Das Gefleckte Riesengleithörnchen ist etwa katzengroß und hat eine Kopf-Rumpf-Länge von 30 bis 38 Zentimetern und eine Schwanzlänge von 35 bis 40 Zentimetern. Die Hinterfußlänge beträgt 59 bis 68 Millimeter, die Ohrlänge 44 bis 45 Millimeter. Es gehört damit zu den kleineren Arten der Gattung. Adulte Tiere werden etwa 760 bis 1040 Gramm schwer, wobei die Männchen etwas schwerer als die Weibchen sind.
Die Grundfärbung der Tiere ist sehr variabel und reicht von rötlich-braun bis schwarz. Dabei ist der Rücken in der Regel mit hellen Flecken versehen, die eine unterschiedliche Größe und Dichte haben können. Bei einigen Populationen besitzen die Tiere einen rötlichen Fleck am Rumpf, andere haben eine schwarze Linie, die sich über den Rücken zieht. Die Bauchseite ist in der Regel heller als die Rückenseite. Auch die Farbe der Beine kann von orange-braun über braun bis schwarz variieren. Wie alle anderen Arten der Gleithörnchen besitzt das Gefleckte Riesengleithörnchen eine Gleithaut zwischen den Vorder- und Hinterbeinen, die von Fell bedeckt ist. Die Oberseite der Flughaut ist in der Regel dunkel rot-orange gefärbt.

## Verbreitung und Lebensraum

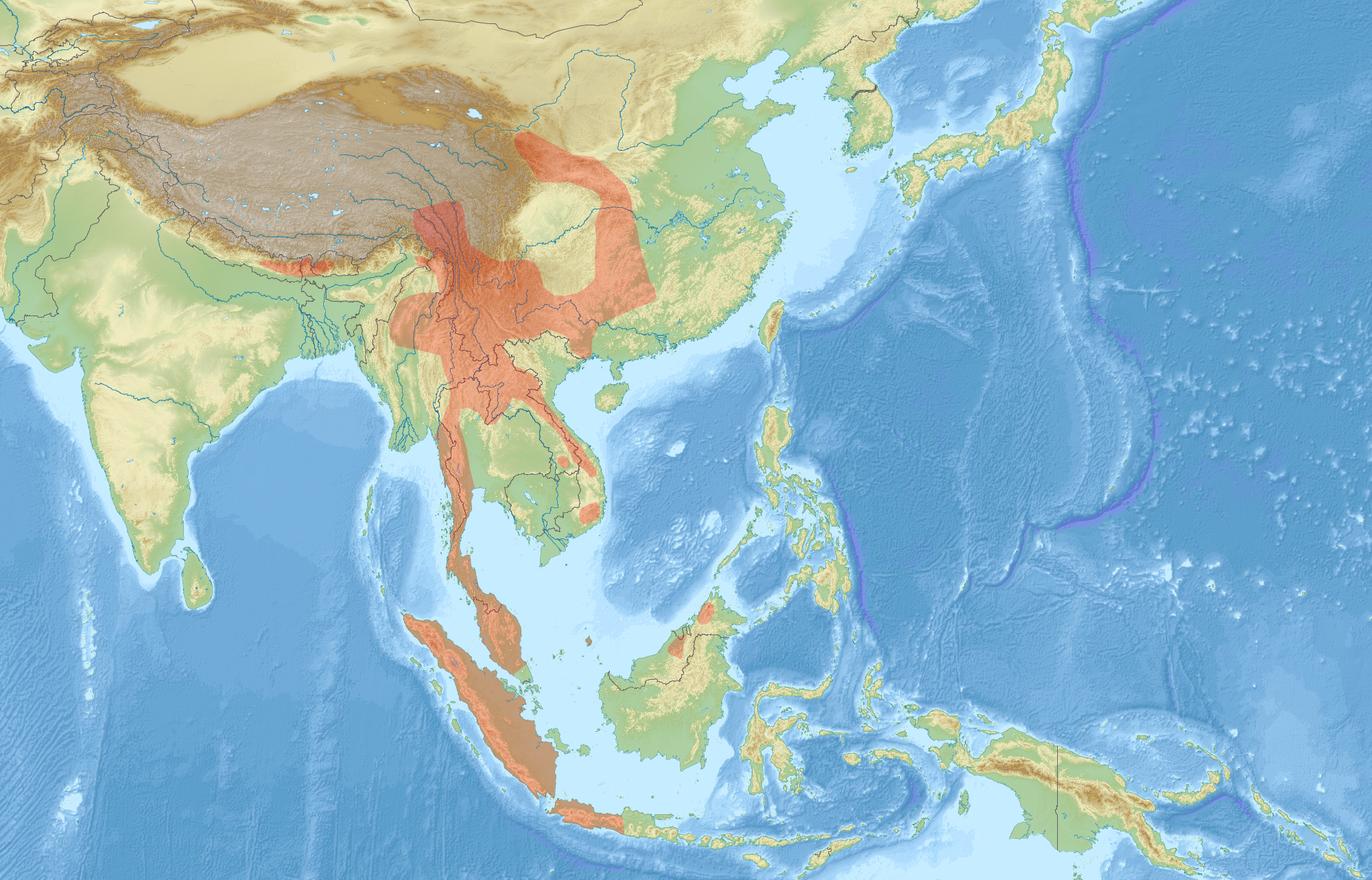
Verbreitungsgebiet (rotbraunes Gebiet) des Gefleckten Riesengleithörnchens

Das Gefleckte Riesengleithörnchen ist über ein großes Gebiet Süd- und Südostasiens verbreitet. Es reicht vom östlichen und südöstlichen Nepal und Bhutan über Süd- und Zentralchina, Indien, Myanmar, Laos, Vietnam, Thailand und Malaysia bis zur Malaiischen Halbinsel. Auch die malaysischen und indonesischen Inseln Sumatra, Java, Borneo und ein paar kleinere umliegende Inseln werden von der Art besiedelt. In China umfasst das Verbreitungsgebiet Teile der Provinzen Yunnan, Sichuan, Guizhou, Xizang, Hunan, Hubei, Shaanxi und Gansu.
Dabei lebt es im Bereich des Himalaja bis in Höhen von 3000 bis 4000 m, in Südostasien zwischen 1000 und 4000 m (Malaysia). Es lebt meist in den hohen Lagen, wird im Frühjahr jedoch in niedrigeren Höhenlagen beobachtet, möglicherweise auf der Suche nach Nahrung, die in höheren Lagen während dieser Zeit des Jahres nicht zu finden ist. Der Lebensraum besteht dabei aus Kiefernwäldern der gemäßigten Klimazonen bis zu tropischen Regenwäldern.

## Lebensweise
Die Riesengleithörnchen sind nachtaktiv und verbringen den Tag in Baumhöhlen. Sie ernähren sich wie andere Hörnchen von Koniferensamen, Nüssen, Früchten, Blättern, Trieben und Knospen. Die Fortbewegung erfolgt durch Klettern an den Bäumen, wobei sie durch die Flughaut allerdings im Vergleich zu anderen Hörnchen behindert sind. Gleitend kann es weite Distanzen zurücklegen. Der Gleitwinkel wird mit den Vorderbeinen verändert, die Steuerung erfolgt mit den Beinen und dem Schwanz. Der Gleitflug erfolgt in der Regel von einem hohen Punkt in einem Baum zu einem niedrigeren in einem anderen Baum statt auf den Boden und dient oft der Flucht. 
Über die Fortpflanzung dieser Art liegen nur wenige Daten vor. Es wird angenommen, dass sie ähnlich wie der Taguan (Petaurista petaurista) das gesamte Jahr paarweise leben und in der Regel gemeinsam beobachtet werden. Sie bekommen nur einmal im Jahr Nachwuchs und bringen dabei ein bis zwei Jungtiere zur Welt, säugende Weibchen wurden im Oktober gefangen.

## Parasiten
Atopophthirus emersoni ist eine an das Gefleckte Riesengleithörnchen angepasste Echte Tierlaus.

## Systematik
Das Gefleckte Riesengleithörnchen wird als eigenständige Art innerhalb der Gattung der Riesengleithörnchen (Petaurista) eingeordnet, die insgesamt acht bis neun Arten enthält. Die wissenschaftliche Erstbeschreibung stammt von Salomon Müller aus dem Jahr 1840 anhand eines Individuums von der Insel Java, Indonesien.
Innerhalb der Art werden je nach Systematik fünf bis acht Unterarten unterschieden (Beschreibungen nach ):
- P. e. elegans (Nominatform) auf der indonesischen Insel Java, ausgenommen des Mount Slamat; Thorington et al. 2012 unterscheidet hier P. e. slamatensis als eigenständige Unterart am Mount Slamat.
- P. e. banksi aus Sabah und Sarawak, Malaysia
- P. e. marica in der Volksrepublik China in den Provinzen Yunnan und Guangxi sowie im nördlichen Thailand
- P. e. punctatus im nördlichen Thailand und auf der Malaiischen Halbinsel
- P. e. sumatrana in den Pandang Highlands im westlichen Teil der Insel Sumatra, Indonesien

Die ehemals als Unterarten betrachteten P. e. caniceps aus Nepal, dem indischen Sikkim und Bhutan sowie P. e. sybilla in Indien und Myanmar gelten heute gemeinsam als eigenständige Art Petaurista caniceps, wobei auch der eigene Artstatus von P. sybilla diskutiert wird.
Das aktuelle Verbreitungsgebiet des Gefleckten Riesengleithörnchens wird – wie beim Taguan (P. petaurista) – auf den um etwa 200 Meter niedriger liegenden Meeresspiegel sowie die tektonische Aktivität während der Übergangszeit vom Pliozän zum Pleistozän vor etwa 2,6 Millionen Jahren zurückgeführt.

## Gefährdung und Schutz
Die Art wird von der International Union for Conservation of Nature and Natural Resources (IUCN) aufgrund der Bestandsgröße und des großen Verbreitungsgebietes als „nicht gefährdet“ (Least concern) eingeschätzt. Ein Rückgang des Bestandes und eine größere Bedrohung sind nicht bekannt, allerdings gibt es auch nur wenige Forschungsberichte zu der Art.

## Belege
1. 1 2 3 4  Spotted Giant Flying Squirrel. In: Andrew T. Smith, Yan Xie: A Guide to the Mammals of China. Princeton University Press, 2008; S. 178. ISBN 978-0-691-09984-2.
2. 1 2 3 4 5  Richard W. Thorington Jr., John L. Koprowski, Michael A. Steele: Squirrels of the World. Johns Hopkins University Press, Baltimore MD 2012; S. 112. ISBN 978-1-4214-0469-1
3. 1 2 3 4 5  Eva Ryckman: Petaurista elegans im Animal Diversity Web der University of Michigan Museum of Zoology. Abgerufen: 26. Februar 2012.
4. 1 2 3 4  Petaurista elegans in der Roten Liste gefährdeter Arten der IUCN 2010.4. Eingestellt von: J. Walston, J.W. Duckworth, S. Molur, 2008. Abgerufen am 26. Februar 2012.
5. ↑  Ke Chung Kim: Topophthirus emersoni, new genus and new species (Anoplura: Hoplopleuridae) from pet Petaurista elegans (Rodentia: Sciuridae), with a key to the genera of Enderleinellidae. In: J. Med. Entomol. Band 14, 1977, S. 417–420.
6. 1 2  Don E. Wilson & DeeAnn M. Reeder (Hrsg.): Petaurista elegans in Mammal Species of the World. A Taxonomic and Geographic Reference (3rd ed).
7. ↑  Gray-Headed Flying Squirrel. In: Andrew T. Smith, Yan Xie: A Guide to the Mammals of China. Princeton University Press, 2008; S. 177–178. ISBN 978-0-691-09984-2.
8. ↑  Richard W. Thorington Jr., John L. Koprowski, Michael A. Steele: Squirrels of the World. Johns Hopkins University Press, Baltimore MD 2012; S. 111. ISBN 978-1-4214-0469-1